# Калифорнийский рейх
Калифорнийский рейх (англ. The California Reich) — документальный фильм 1975 года о группе неонацистов в Лос-Анджелесе, Сан-Франциско и Трейси, штат Калифорния, США. Они были членами Национал-социалистической партии белых людей (другое название — Американская нацистская партия), основанной Джорджем Линкольном Рокуэллом. Фильм был показан на Каннском кинофестивале 1976 года, но не вошёл в основной конкурс. Он также был номинирован на премию «Оскар» за лучший документальный полнометражный фильм.
В фильме присутствуют сцены, где лидер Лиги защиты евреев (JDL) Ирв Рубин противостоит американским неонацистам.
Документальный фильм «неофициально санкционирован нацистами, и Еврейская антидиффамационная лига считает его слишком мягким в своём осуждении».

## Производство
Согласно сообщению журналиста Джона Дж. О’Коннора, опубликованного в «Нью-Йорк Таймс», оба режиссёра «провели больше года с неонацистами, прежде чем камерам разрешили записывать семьи и ритуалы». В той же статье процитировали создателей фильма, что они «хотели показать нацистов членами нашего общества, не людьми-монстрами, а людьми по соседству». 
Документальный фильм заимствует свой стиль у французского кинодвижения Cinema Vérité, где повествование в фильме отсутствовало, и они позволяли героям говорить самим за себя.

## Критика и память
В своём репортаже 1978 года Джон Дж. О’Коннор сказал, что создатели фильма «слишком преуспевают, поскольку их сцены из рабочего класса становятся гротескными пародиями на тревожные элементы, которые в той или иной степени можно обнаружить на всех уровнях общества» в ответ на их цель не изображать сообщества монстрами. Он также сказал, что «самые острые эпизоды связаны с 10-летним мальчиком, который говорит, что не разделяет философию своего отца. Он ходит на молодёжные собрания, чтобы доставить удовольствие своему отцу». В «Saturday Review» Джудит Крист назвала фильм «крутым, интенсивным, несенсационным и, в конечном счёте, устрашающим исследованием». Крист продолжает, говоря: «Закадрового голоса нет. Американские нацисты говорят сами за себя. Они не пугающие и не смешные. Они совершенно обычные и поэтому ужасающие».
В «Film Quarterly» Митч Тачман заявляет, что «материал по своей сути интересен как часть американской этнографии», но продолжает, что Паркс и Кричлоу испытывают «ужасное двойственное отношение к своим героям».
В начале фильма показан член NSWPP Арни Андерсон, записывающий расистское исходящее сообщение на партийный телефонный аппарат. Позже в фильме показано собрание нацистов, дающих клятву верности Адольфу Гитлеру. Отрывки из обоих из них были использованы в фильме 1980 года «Братья Блюз» в качестве речи лидера «Американской социалистической партии белых людей» во время митинга в парке Чикаго, когда он насмехается над его разгневанными протестующими противниками.